# Michelsbergskulturen
Michelsbergskulturen är en senneolitisk kultur med utbredning från Belgien till Sydtyskland, i norra Schweiz, Frankrike och Böhmen. Benämningen Michelsbergskultur kommer efter fyndplatsen som grävdes 1888 nära staden Karlsruhe i Tyskland. 
Inom Michelsbergskulturen finns flera lokalgrupper. Den vitt utbredda Michelsbergskulturen kännetecknas av rektangulära husgrunder, gärna högt belägna. Den karakteristiska keramiken består av höghalsade bägare med utsvängd mynningskant och stora öronkärl med en horisontell öglerand lågt placerad på kärlets buk, skålar, lerskedar och skivor av lera. De flesta kärlen är rundbottnade och vanligen utan ornamentik. Bland redskapen finns flintyxor och grönstensyxor och såväl spån- som skivredskap, samt horn- och benföremål såsom nålar, prylar, yxor och tryckstockar. Karakteristiskt för Michelsbergskulturen är också högt belägna palissaderade platser, vars ändamål ännu är fördolt. De har tolkats som försvarsanläggningar och även som boskapshägn.
Michelsbergskulturen är nära besläktad med trattbägarkulturen.